# San Fructuoso de Fora de Santiago
Santiago, San Fructuoso de Afora de Santiago o San Fructuoso de Fora de Santiago (llamada oficialmente Santiago de San Paio) es una parroquia española del municipio de Santiago de Compostela, en la provincia de La Coruña, Galicia.

## Entidades de población
Entidades de población que forman parte de la parroquia:
- Bar de Abaixo
- Bar de Arriba
- Casas do Rego[4] (As Casas do Rego)
- San Pelayo do Monte[5] (San Paio do Monte)
- Ponte Sarela[6] (A Ponte Sarela)
- Sarela de Abaixo

Aparecen en el noménclator, pero no en el INE, los siguientes lugares:
- Ponte de Santo Domingo[7] (A Ponte de Santo Domingo)

## Demografía
| Gráfica de evolución demográfica de Santiago entre 2000 y 2019 |
|                                                                |
| Datos según el nomenclátor publicado por el INE.               |